# Превентивное управление
Превентивным управлением некоторым объектом (системой) называется управление, направленное на недопущение или предотвращение возникновения неблагоприятного (кризисного, аварийного) состояния управляемого объекта.
Термин «Превентивное управление» тесно связан с управлением рисками и используется в отечественной литературе, преимущественно в контексте, когда речь идет о стратегии управления, о сущности и принципах организационно-технических и управленческих методов предотвращения кризисных состояний объектов управления. В то же время, если речь идет об алгоритмах и математических методах оценки рисков наступления кризисного состояния управляемого объекта, а также о вероятностных оценках эффективности методов снижения рисков, то используется термин «управление рисками».
Синонимами термину «превентивное управление» также являются «качественное управление», «антикризисное управление». Антонимами — «некачественное управление», «непрофессиональное управление», что отражает сущность управления, неспособного предотвратить кризисное или аварийное состояние управляемого объекта.

## Цели превентивного управления
Основной задачей превентивного управления является выявление и устранение причин вероятных кризисных состояний управляемого объекта.
Эта задача решается поэтапно:
- анализ достоверности информации об объекте управления и процессах в нём; разработка протоколов, гарантирующих соответствие поступающей информации об объекте его реальному состоянию;
- выявление множества вероятных состояний управляемого объекта, которые являются неблагоприятными для достижения целевой функции управления;
- своевременное выявление внешних факторов, текущих состояний управляемого объекта и управленческих решений, способствующих развитию кризисного состояния управляемого объекта;
- заблаговременное принятие решений, направленное на устранение либо ослабление причин вероятных кризисных состояний управляемого объекта.

## Преимущества применения
Превентивное управление позволяет значительно снизить затраты ресурсов на обеспечение выполнения управляемым объектом поставленных задач, так как затраты на выявление и ликвидацию неблагоприятных факторов значительно ниже, чем на ликвидацию кризисного состояния управляемого объекта, которое эти факторы могут вызвать.
Превентивное управление является инструментом предотвращения катастроф.

## Сферы применения
- макроэкономика (антикризисное управление государством);
- национальная безопасность;
- микроэкономика (превентивное управление предприятием);
- энергетика (превентивное управление энергосистемами);
- промышленность (превентивное управление технологическими процессами);
- здравоохранение (профилактика заболеваний);
- военное дело (гражданская оборона);
- криминология (профилактика преступности);
- экология (предотвращение экологических катастроф);
- управление транспортными средствами (контраварийная подготовка).